# 杨桂宫
杨桂宫（1914年11月—1999年4月），男，直隶（今河北）抚宁人，中国物理学家、物理教育家，曾任云南大学副校长、教授，中国物理学会理事。